# Над безоднею (п'єса)
«Над безóднею» — п'єса Якова Мамонтова, датована автором 1919—1920-ми роками (рік видання — 1922). На титульній сторінці видання драматург видозмінив своє прізвище на український манір — Я. Мамонтів.
Назва твору містить інтертекстуальний зв'язок зі скандальним для того часу оповіданням Леоніда Андреєва «Безодня» (1901).
П'єса побудована на конфлікті персонажа між бажанням реалізуватися на сцені й сімейним життям. Основна думка твору: будь-яка естетична ідея потребує людських жертв.

## Жанр
Сам Яків Мамонтів у підзаголовку до видання 1922 року визначає жанр п'єси так: «драма в трьох актах». Наталія Малютіна означила жанр твору як квазітрагедія, пояснюючи: «результат авторських спостережень над механізмами штучного реконструювання трагедійної структури і смислів, що обертались фарсовим спрямуванням п'єси». Олександра Вісич зазначила, що у драматичному творі помітне «тяжіння автора до трагедії, але інколи цей намір справляє враження пародії на трагедію». 

## Композиція
П'єса складається з трьох актів. Кількість дійових осіб — 5, у списку «Дієвого персоналу» лаконічно окреслено інформацію про родинні зв'язки героїв і їхні професії. 

## Дійові персонажі
Данило Білогор / Дан — у минулому актор, пожертвував своїм творчим призначенням задля сімейного життя.
|       | П'ять років душив я власними руками кожний свій порив до сцени... П'ять років ховав на цьому чужому, північному березі віру в свій талан... всіма силами хотів визволитися від туги за сценою (...) Між иншим, моя дружина ніяк не хоче погодитися з тою думкою, що артист може жити для родини, як і всякий другий професіонал |
| — Дан | |

Пані Марина / Мар — дружина Данила.
|      | Ви — надто жінка, пані Марино. (...) А жінка все може розуміти... тільки не творчий дух |
| — Ян |                                                                                         |

Люся — їхня дочка, років п'яти.
Пан Ян — у минулому композитор; занапастив власну сім'ю заради мистецтва.
Панна Зоя — артистка «Вільного театру», давня знайома Данила, із якою той грав в одному спектаклі.
|      | ...Через таких людей часто виявляється фатум... грізний для других і для них самих. |
| — Ян |                                                                                     |

## Семантика імен
Завдяки найменуванню своїх персонажів Яків Мамонтів заклав ідею несумісності внутрішніх світів героїв, зближення протилежностей.
Данило  — із давньоєвр. «суди мене Бог». У ремарках його іменують як Дан — із давньоєвр. «суддя».
Марина — із лат. «морська». У тексті її іменують як Мар, що фонетично суголосне до «мара», тобто міфічної істоти, привида, злого духа.
Зоя — із грец. «життя».
Ян — асоціюється з міфологічним богом Янусом, символом двоїстості.

## Проблематика
У п'єсі домінує екзистенційна проблематика:

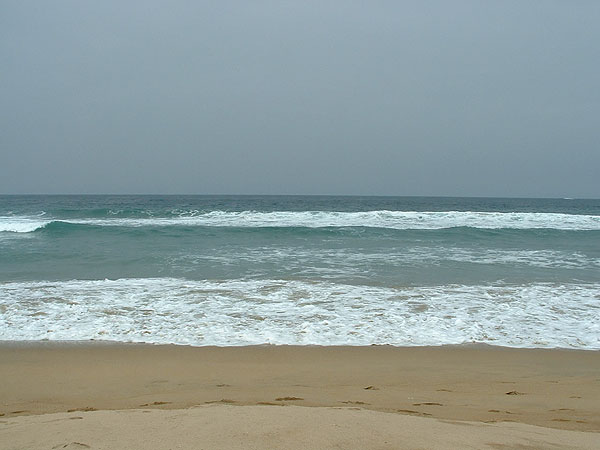

- проблема вибору;
- проблема свободи;
- мотив божевілля;
- проблема суїциду;
- проблема самотності;
- мотив катастрофізму світу.

## Символізм драматичного твору

### Символістські мотиви
П'єса написана під впливом символізму. У драмі поєднуються три визначальні для цього напряму мотиви:
- творчості;
- любові;
- смерті.

### Образи-символи
Тетяна Свербілова звернула увагу на домінантні образи-символи в тексті.
|                 | Вся "внутрішня дія" п'єси просякнута символічними образами моря і безодні, що виявляють зв'язок з уявленнями героїв про фатальність духовних поривань творця, який знаходиться в путах власної свідомості. |
| — Т. Свербілова | |

Символічними є й декорації на сцені, про розташування яких зазначає Яків Мамонтів у ремарках.
|  | По той і другий бік дверей — величезні вікна, крізь які видно де-кілька березок з пожовклим листям, а за ними — безмежний простір моря. Ліворуч — двері до передпокою праворуч — до других покоїв. |

Завдяки символічному образу дверей драматург зображує проблему вибору, а також візуально розмежовує побутовий простір, родинний і природній.
Погодні умови також набувають символічного значення. На початку п'єси події відбуваються «ясно-тихого осіннього дня», що навіює ідилічну картину сімейного затишку. Із розвитком подій пейзаж змінюється. Уже в другому акті в ремарці зазначено: «Надвечірній час. За вікнами заходить сонце і червонить далеч моря». Такий опис підводить нас до фатальної третьої дії, яка супроводжується бурею, що суголосна душевному неспокою персонажів.
|  | На морі — буря: з диким ревом і стогоном б'ються об беріг хвилі і розлютований вітер з шумом і свистом кидає в вікна пожовклим листям. Над морем місяць — круглий і жовтий, як лице мертвого — раз-по-раз провалюється в наляканих хмарах. |

### Колористика
І. Кремінська виокремила мотив білого кольору за допомогою якого виявляється близькість Данила Білогора й Зої. По-перше, прізвище героя суголосне назві кольору. По-друге, артистку іменують як «білокучерява панночка». 

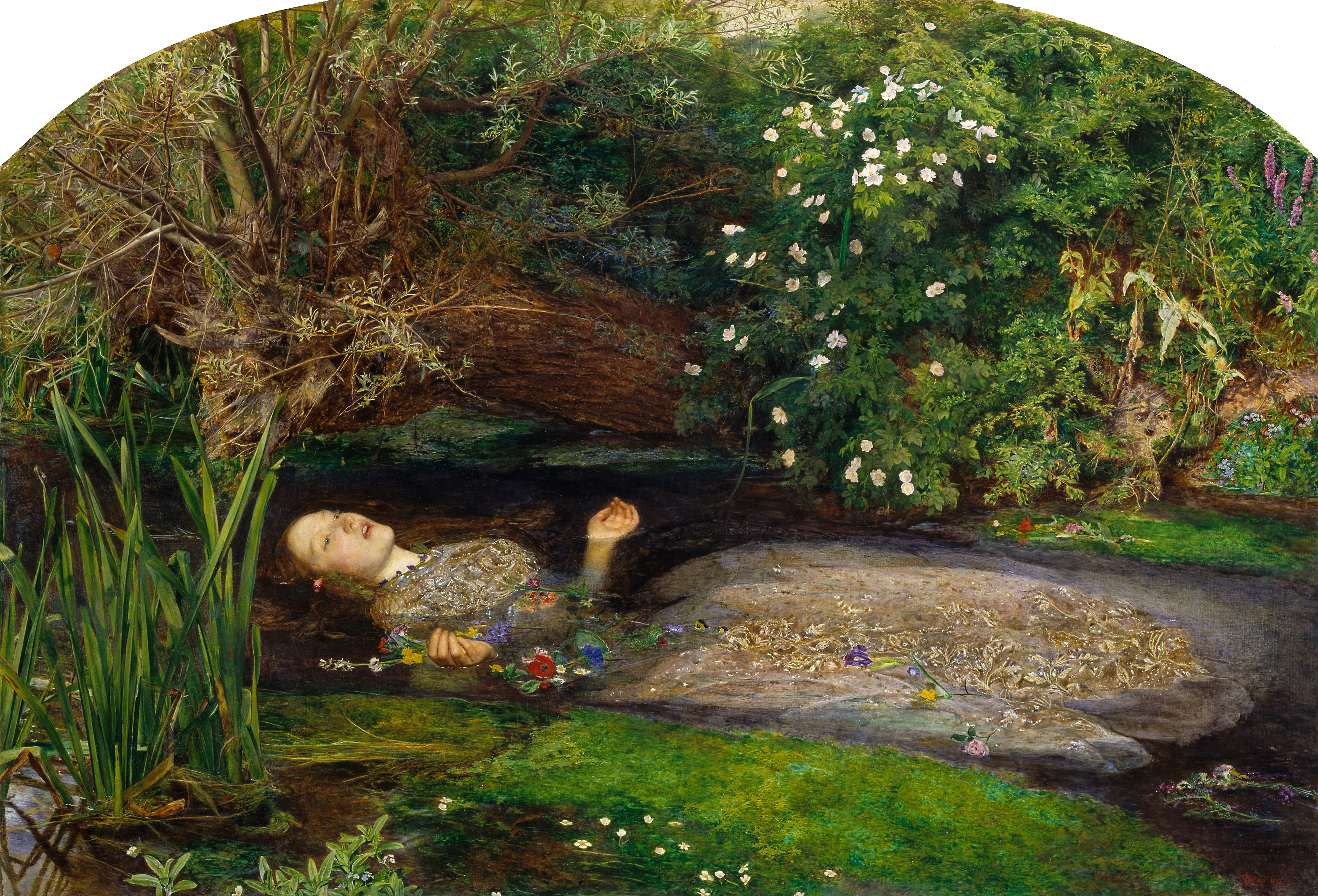
Джон Еверетт Мілле "Офелія", 1851—1852 рр.

## Театральний дискурс у п'єсі
Театр у творі існує в рецепції персонажів. Панна Зоя приїжджає до подружжя Білогорів із метою вмовити Данила повернутися на сцену. Яків Мамонтів застосовує шекспірівську трагедію як основу для побудови сюжету й розкриття персонажів. Давнє знайомство Данила й Зої пов'язане спільно зіграною п'єсою, у якій молода акторка дебютувала в образі Офелії, а чоловік закінчив свою театральну кар'єру як Гамлет. Саме зіграні ролі персонажів стають основою для розкриття конфлікту в п'єсі. Відповідно до шекспірівських архетипів вибудовується поведінкова стратегія Зої й Данила.
Як і Принц данський, Дан багато сумнівається. Яків Мамонтів застосовує метод інтертексту, за якого колишній актор рефлексує за допомогою колись завчених монологів Гамлета. Суїцидальна смерть Данила є відповіддю на одвічне шекспірівське питання.
Подібно до шекспірівської Офелії, акторка Зоя зображена ідеальною й чистою. Проте на відміну від свого прототипа, вона ініціативна, рішуча й цілеспрямована. Суголосною трагедії Вільяма Шекспіра є розв'язка п'єси Якова Мамонтова: смерть у воді через почуття до чоловіка.

## Цитати
|  | Покликаний не належить ні сам собі, ні другим, а тільки своєму талантові. |

|  | Талан — це вищий присуд над людиною і від нього може визволити нас тільки смерть. |

|  | І де та мета, для якої годяться всі засоби? Не мета, а люди є такі, що для всякої мети виправдовують всякі засоби. Стережітеся, Марино, іти цим шляхом! Це – шлях титанів і шлях негідників! Для нормальної людини цей шлях заборонений. |

## Видання
П'єса вийшла друком 1922 року у Державному видавництві України (Харків). 